# Blaine (Ohio)
Blaine es un área no incorporada ubicada en el condado de Belmont en el estado estadounidense de Ohio.

## Geografía
Blaine se encuentra ubicada en las coordenadas 40°4′4″N 80°49′2″O / 40.06778, -80.81722.